# هربرت ویتز
هربرت ویز (متولد ۲۷ ژوئن ۱۹۲۴) یک سیاستمدار آلمانی می‌باشد که چندین پست در آلمان شرقی داشت. وی که جزوی از اعضای حزب حاکم حزب اتحاد سوسیالیست (اس یی دی) بود، به نام وزیر علوم و فناوری و معاون رئیس شورای وزیران کار کرد.

## سنین جوانی و تحصیل
ویز در کامباخ، ارنسترودا، ناحیه گوتا، در تاریخ ۲۷ ژوئن ۱۹۲۴ متولد شد. در سال ۱۹۴۲ به عضویت حزب نازی درآمد و سال بعد به ارتش آلمان اضافه شد. ویز در سال ۱۹۴۳ توسط متفقین دستگیر گردید و تا سال ۱۹۴۵ در بازداشت بود. بعد از آزادی، ویز به اتحاد سیاسی میان حزب کمونیست آلمان و حزب سوسیال دموکرات آلمان اضافه شد که اس یی دی را ایجاد می‌نمود. میان سالهای ۱۹۴۶ و ۱۹۴۹ در دانشگاه ینا تحصیل کرد. در سال ۱۹۶۲ دکترای خود را از همان دانشگاه دریافت کرد.

## حرفه
در دوره میان ۱۹۵۵ و ۱۹۶۲ ویز معاون اول مدیر کارل زایس آگ در ینا بود. در ژوئیه ۱۹۵۸ به عضویت کمیته مرکزی اس یی دی درآمد. در ژوئیه ۱۹۶۲ به عنوان وزیر تحقیقات و فناوری منصوب شد و تا دسامبر ۱۹۶۶ در این سمت باقی ماند. در اردیبهشت ۱۳۴۲ به عضویت شورای تحقیقات درآمد و تا اکتبر ۱۹۶۶ در این سمت خدمت کرد. از سال ۱۹۶۳ تا مارس ۱۹۹۰ به نام معاون در اتاق مردم خدمت کرد. در سال ۱۹۶۷ به نام نایب رئیس شورای وزیران یا معاون نخست‌وزیر منصوب شد. در سال ۱۹۷۴ ویز به نام وزیر علوم و فناوری منتخب شد. در ماه‌های نوامبر-دسامبر ۱۹۸۹ ویز از کل پست‌های خود از قبیل عضویت در کمیته مرکزی اس یی دی استعفا داد.